# جیک بزرگ
جیک بزرگ (انگلیسی: Big Jake) فیلمی در ژانر وسترن به کارگردانی جرج شرمن است که در سال ۱۹۷۱ منتشر شد.

## داستان
مزرعه «مک کندل» توسط گروهی از جنایت‌کاران خطرناک که به وسیله «جان فین» رهبری می‌شوند مورد حمله قرار می‌گیرد. آن‌ها «جیکوب» کوچک را ربوده و درخواست یک میلیون دلار پول برای آزادی‌اش می‌کنند. تنها یک مرد به اندازه کافی باهوش و قدرتمند است که بتواند او را نجات دهد و …